# 阿让塔勒堡
阿让塔勒堡（法語：Bourg-Argental，法語發音：[buʁk‿aʁʒɑ̃tal] ⓘ），法国东南部城市，奥弗涅-罗讷-阿尔卑斯大区卢瓦尔省的一个市镇，隶属于圣艾蒂安区，其市镇面积为20.15平方公里，2022年1月1日时人口数量为2,920人，在法国城市中排名第3,775位。
阿让塔勒堡位于卢瓦尔省南部，皮拉山南麓的一处山谷中，东南侧与阿尔代什省接壤，是一个区域性的中心城市，连接圣艾蒂安和阿诺奈之间的干线公路由此通过。

## 地名来源
“阿让塔勒堡”一名的来源尚存在争议。根据当地官方网站的论述，“Bourg-Argental”一名可能出自高卢语“are-canto-avo”，意为“边界线上的庄园”；亦可能出自流经此地的一条河流，该河上游因产银而闻名。
阿让塔勒堡所处区域历史上与曾通行奥克语的维瓦赖和通行法兰克-普罗旺斯语的阿尔卑斯地区有一定来往。根据2023年6月28日的版本，“Bourg-Argental”在法兰克-普罗旺斯语维基百科中对应条目的拼写为“Lo Bôrg-Argentâf”；在奥克语维基百科中对应的拼写为“Lo Borg d'Argentau”，而该语言下的Openstreetmap中则被标记为“Lo Borg d'Argental”。

## 历史

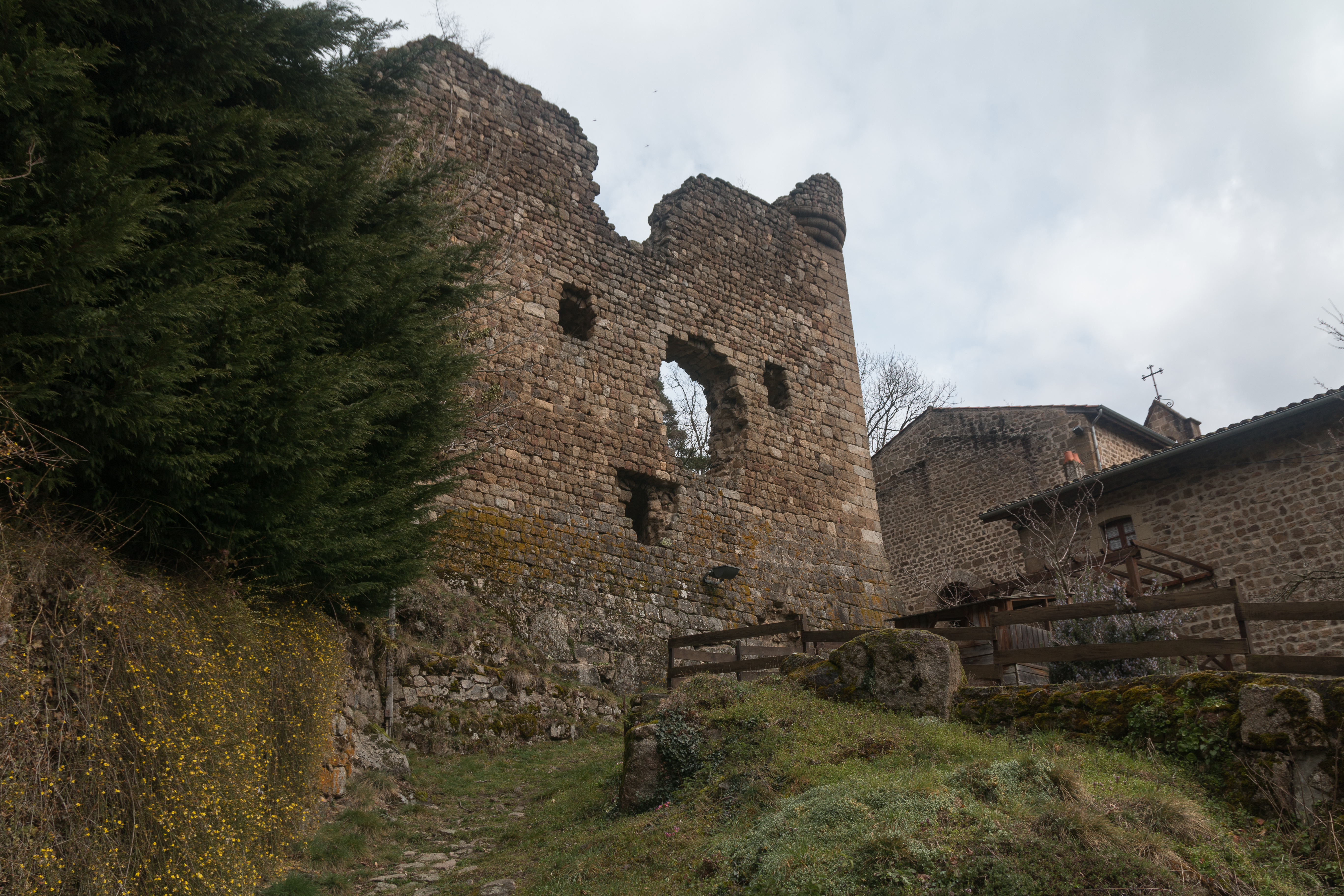
阿让塔勒堡城堡遗址

根据当地官方网站的论述，阿让塔勒堡始建于公元前600年，彼时凯尔特人入侵此地。高卢-罗马时期，罗马军队曾通过阿让塔勒堡附近向北翻越皮拉山，这条通道此后成为了一条重要的区域交通线。公元11世纪时，阿让塔勒堡成为一座有三个城门的商业集镇，当地领主在此修建了一处城堡。中世纪中后期，法兰西王国的一支兵团曾长期驻扎于阿让塔勒堡。1390年，与阿让塔勒堡相邻的圣索沃尔昂吕修建了防御工事，此举引发了阿让塔勒堡驻军的不满，他们认为相邻村落的做法破坏了皇室公信力。在此后的几个世纪，两城长期处于对峙状态，直至路易十四时期才有所缓和。自中世纪末起，阿让塔勒堡出现水力磨坊，并由此出现了纺织作坊。宗教战争期间，阿让塔勒堡在战乱中被毁，后得到修复。法国大革命结束后，阿让塔勒堡成为罗讷-卢瓦尔省的一个市镇，该省于1793年一分为二，阿让塔勒堡被分入卢瓦尔省。1837年，阿让塔勒（Argental）市镇被撤销，其部分区域被划归阿让塔勒堡。1885年，途径阿让塔勒堡的菲尔米尼—圣朗贝尔达尔邦铁路全线建成通车，后该铁路因公路兴起而逐渐废弃。随着纺织业的发展，阿让塔勒堡人口数量在19世纪末及20世纪初曾一度快速上升，并于20世纪20年代突破4,500人达到顶峰，后因纺织业逐渐萎缩而人口数量下降。
在地方文化研究方面，当地的地方史爱好者于1970年成立了“Amis de Bourg-Argental”协会。

## 地理

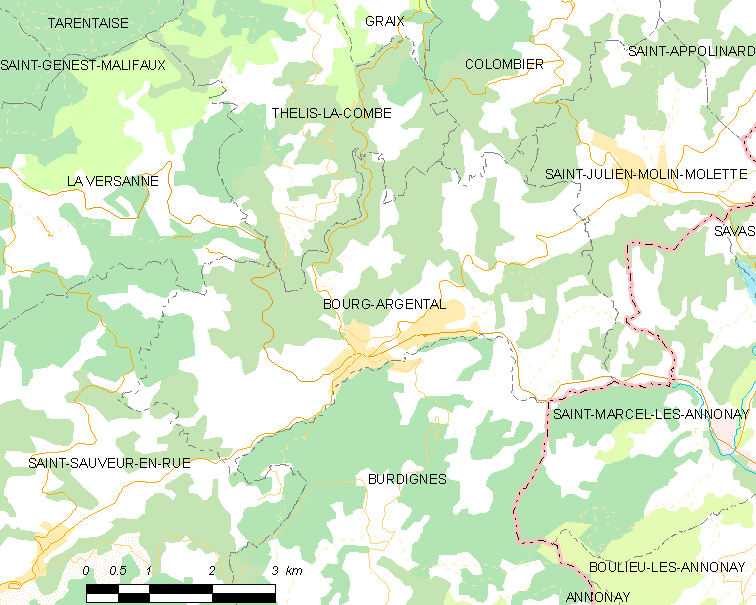
阿让塔勒堡市镇范围地图

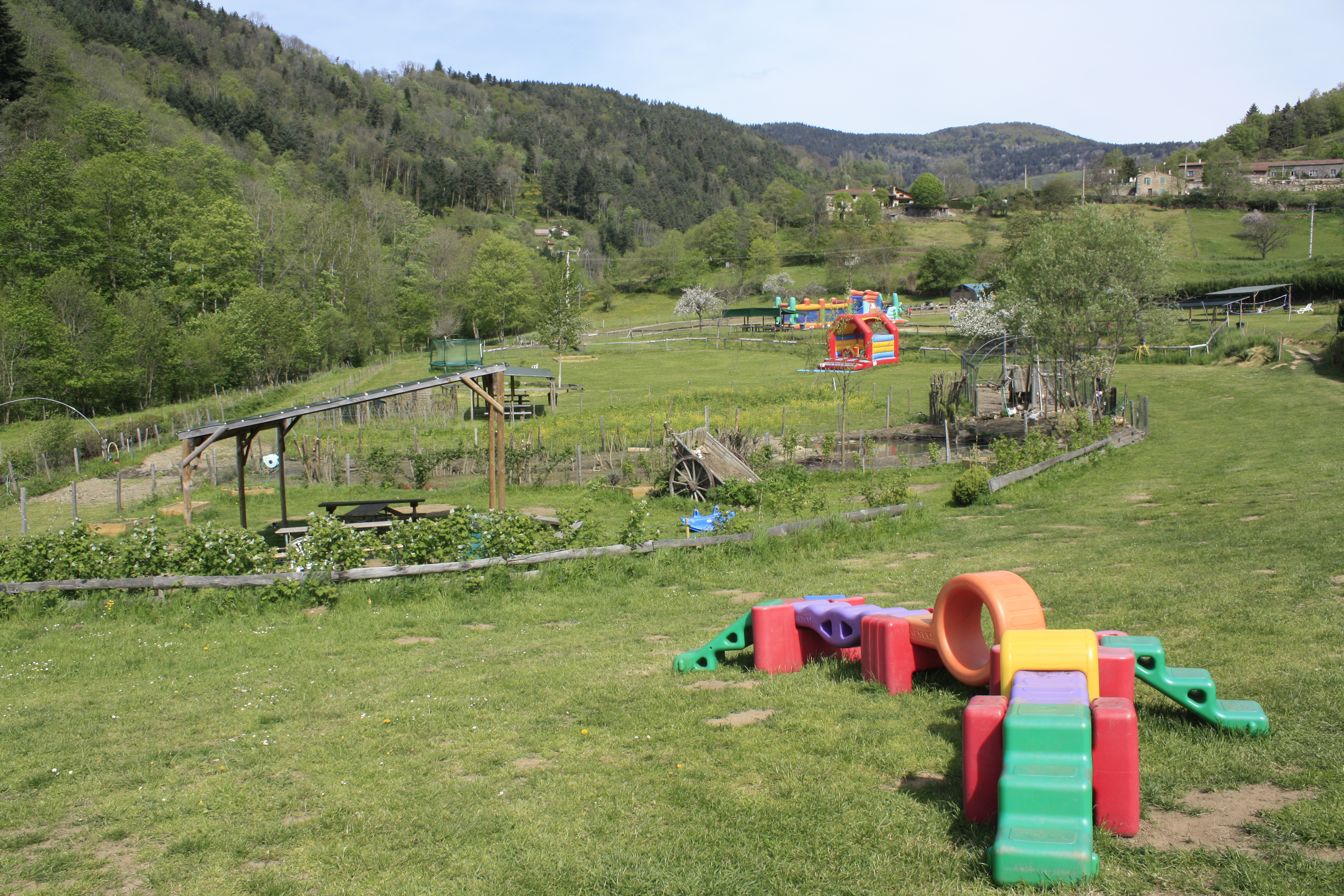
皮拉山麓的一处草地

阿让塔勒堡位于法国东南部，奥弗涅-罗讷-阿尔卑斯大区中部偏南和卢瓦尔省南部，距离省会圣艾蒂安大约29公里。与阿让塔勒堡接壤的市镇包括：泰利拉孔布、科隆比耶、拉韦尔萨讷、圣索沃尔昂吕、圣于连莫兰莫莱特、比尔迪涅和圣马塞尔莱萨诺奈。

### 地形
阿让塔勒堡位于皮拉山南麓腹地，境内以山地和谷地为主，市镇中心位于一处河谷地带，地势自河道向北侧山地略有抬升，全境海拔在450到1,003米之间。

### 水文
阿让塔勒堡位于罗讷河流域范围内，代奥姆河自西向东流经镇中心。

### 植被
阿让塔勒堡属于温带阔叶混交林区，部分高海拔地区有针叶林分布，林地广泛分布于河谷及山地地带。
在鲜花城市的评比中，阿让塔勒堡被评为1星级鲜花城市。

### 气候
阿让塔勒堡在柯本气候分类法中属于带有温带特征的山地气候（Cfc）。
阿让塔勒堡境内设有气象站，以下为该气象站的数据（其中日照数据取自圣艾蒂安气象站）：
| 阿让塔勒堡 1981年－2019年 | 阿让塔勒堡 1981年－2019年 | 阿让塔勒堡 1981年－2019年 | 阿让塔勒堡 1981年－2019年 | 阿让塔勒堡 1981年－2019年 | 阿让塔勒堡 1981年－2019年 | 阿让塔勒堡 1981年－2019年 | 阿让塔勒堡 1981年－2019年 | 阿让塔勒堡 1981年－2019年 | 阿让塔勒堡 1981年－2019年 | 阿让塔勒堡 1981年－2019年 | 阿让塔勒堡 1981年－2019年 | 阿让塔勒堡 1981年－2019年 | 阿让塔勒堡 1981年－2019年 |
| 月份                      | 1月                       | 2月                       | 3月                       | 4月                       | 5月                       | 6月                       | 7月                       | 8月                       | 9月                       | 10月                      | 11月                      | 12月                      | 全年                      |
| ------------------------- | ------------------------- | ------------------------- | ------------------------- | ------------------------- | ------------------------- | ------------------------- | ------------------------- | ------------------------- | ------------------------- | ------------------------- | ------------------------- | ------------------------- | ------------------------- |
| 历史最高温 °C（°F）       | 18.1 (64.6)               | 20.7 (69.3)               | 23.9 (75.0)               | 28.7 (83.7)               | 33.1 (91.6)               | 37.1 (98.8)               | 36.7 (98.1)               | 39.4 (102.9)              | 33.1 (91.6)               | 27.8 (82.0)               | 22.1 (71.8)               | 16.8 (62.2)               | 39.4 (102.9)              |
| 平均高温 °C（°F）         | 7 (45)                    | 8.6 (47.5)                | 12.5 (54.5)               | 16.1 (61.0)               | 20.7 (69.3)               | 25 (77)                   | 27.1 (80.8)               | 26.6 (79.9)               | 21.8 (71.2)               | 17.4 (63.3)               | 10.6 (51.1)               | 7.1 (44.8)                | 16.7 (62.1)               |
| 日均气温 °C（°F）         | 3 (37)                    | 4.2 (39.6)                | 7.3 (45.1)                | 10.6 (51.1)               | 14.8 (58.6)               | 18.6 (65.5)               | 20.7 (69.3)               | 20.3 (68.5)               | 16.1 (61.0)               | 12.4 (54.3)               | 6.6 (43.9)                | 3.4 (38.1)                | 11.5 (52.7)               |
| 平均低温 °C（°F）         | −1 (30)                   | −0.3 (31.5)               | 2.1 (35.8)                | 5 (41)                    | 9 (48)                    | 12.3 (54.1)               | 14.2 (57.6)               | 14 (57)                   | 10.4 (50.7)               | 7.4 (45.3)                | 2.6 (36.7)                | −0.3 (31.5)               | 6.3 (43.3)                |
| 历史最低温 °C（°F）       | −12.2 (10.0)              | −15.3 (4.5)               | −13.4 (7.9)               | −5.6 (21.9)               | 0.4 (32.7)                | 4 (39)                    | 6.3 (43.3)                | 4.5 (40.1)                | 2 (36)                    | −4.9 (23.2)               | −9.4 (15.1)               | −13.1 (8.4)               | −15.3 (4.5)               |
| 平均降水量 mm（）         | 55.8 (2.20)               | 45 (1.8)                  | 41.3 (1.63)               | 66.1 (2.60)               | 82.1 (3.23)               | 61.4 (2.42)               | 50.1 (1.97)               | 54.8 (2.16)               | 70.5 (2.78)               | 90.5 (3.56)               | 107 (4.2)                 | 56.8 (2.24)               | 781.4 (30.76)             |
| 月均日照時數              | 85.6                      | 108.8                     | 159.3                     | 182.4                     | 212.9                     | 239.5                     | 273.1                     | 251.4                     | 187.3                     | 133.5                     | 83.5                      | 67.9                      | 1,985.2                   |
| 来源：infoclimat.fr       |                           |                           |                           |                           |                           |                           |                           |                           |                           |                           |                           |                           |                           |

## 行政区划
阿让塔勒堡的市镇编号为42023，邮政编号为42220。
在行政管理方面，阿让塔勒堡隶属于法国奥弗涅-罗讷-阿尔卑斯大区卢瓦尔省圣艾蒂安区；在地方选举方面，阿让塔勒堡是皮拉县的中央投票站所在地，其市镇范围全境被划入卢瓦尔省第四选区；在社会管理方面，阿让塔勒堡是皮拉山市镇公共社区的组成部分。
截至2023年6月，阿让塔勒堡市镇范围内暂无城市敏感街区及城市政策优先街区。
法国国家统计与经济研究所（简称）在进行数据统计时，将阿让塔勒堡单独设为阿让塔勒堡城市核心区（Unité urbaine de Bourg-Argental），但未将其划入任何城市区（Aire urbaine）。自2020年起，阿让塔勒堡被划入包含37个市镇的阿诺奈城市辐射区。此外，还将阿让塔勒堡市镇整体看作一个“块区”（IRIS），以便于统计人口分布情况。

## 交通

### 公路
多条卢瓦尔省省道D2线、D29线、D503线和D1082线在阿让塔勒堡境内交汇，奥弗涅-罗讷-阿尔卑斯大区下属的城际客运提供巴士线路，可前往圣艾蒂安和阿诺奈。
| 12 | 28 |

| 圣艾蒂安 | 30 |

| 阿诺奈 | 15 |

| 伊桑若 | 47 |

2019年，72.1%的阿让塔勒堡家庭拥有至少一辆私人汽车。2019年，阿让塔勒堡境内共发生各类交通事故4起，造成4人受伤，其中3人重伤。

### 铁路
阿让塔勒堡位于菲尔米尼—圣朗贝尔达尔邦铁路上，该铁路阿让塔勒堡附近的路段已于1953年关闭。
距离阿让塔勒堡最近的运营中的客运铁路车站为26公里外的圣艾蒂安美景站，该站停靠直通里昂和勒皮两个方向的区域列车。

### 航空
距离阿让塔勒堡最近的民用航空站为85公里外的里昂圣埃克絮佩里机场。

### 城市公共交通
截至2023年6月，阿让塔勒堡暂无城市公共交通系统。

## 政治

### 市政内阁

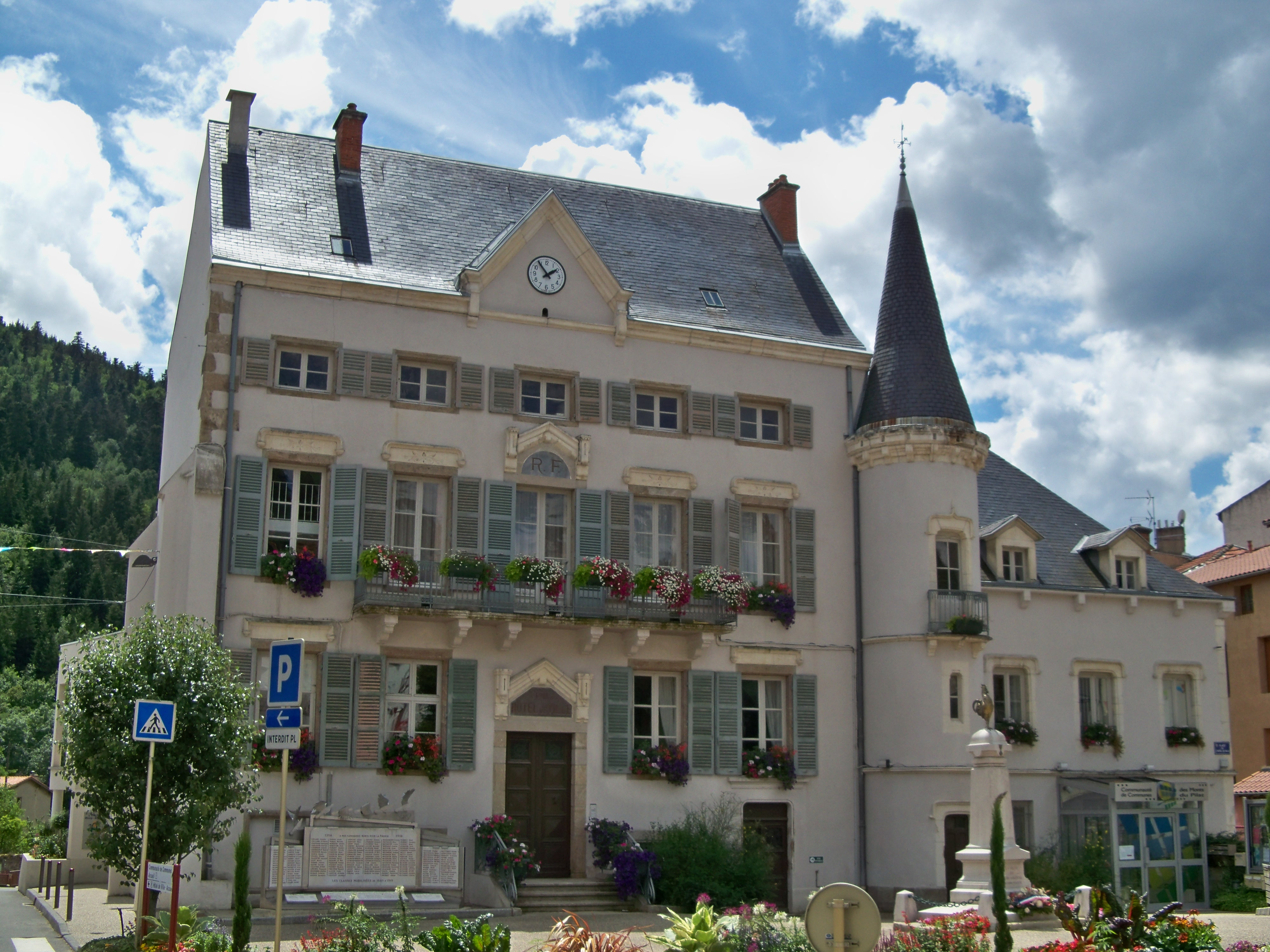
阿让塔勒堡市政厅

阿让塔勒堡的现任市长为斯泰凡·埃罗先生（Stéphane HEYRAUD），他是一名左翼无党派人士，在2020年的市政选举中获得了100.00%的支持率（无其他候选人）。
| 阿让塔勒堡历届市长     | 阿让塔勒堡历届市长                 | 阿让塔勒堡历届市长                                           |
| 任期                   | 市长                               | 党派                                                         |
| ---------------------- | ---------------------------------- | ------------------------------------------------------------ |
| （1968年以前资料暂缺） |                                    |                                                              |
| 1968年－1987年         | André JAMET 安德烈·雅梅            | DVD右翼无党派人士                                            |
| 1987年－1989年         | Danielle GAMBONNET 达妮埃尔·冈博内 | 無黨籍                                                       |
| 1989年－2008年         | Bernard BONNE 贝尔纳·博纳          | UDF法国民主联盟 →PR法国共和人党 →DL民主自由 →UMP人民运动联盟 |
| 2008年－               | Stéphane HEYRAUD 斯泰凡·埃罗       | DVG左翼无党派人士                                            |

### 各级选举
| 阿让塔勒堡历届投票选举结果 | 阿让塔勒堡历届投票选举结果 | 阿让塔勒堡历届投票选举结果 | 阿让塔勒堡历届投票选举结果 | 阿让塔勒堡历届投票选举结果     | 阿让塔勒堡历届投票选举结果 | 阿让塔勒堡历届投票选举结果 | 阿让塔勒堡历届投票选举结果     | 阿让塔勒堡历届投票选举结果 | 阿让塔勒堡历届投票选举结果 |
| 选举项目                   | 选举范围                   | 选区单位                   | 选区单位内的选举结果       | 选区单位内的选举结果           | 选区单位内的选举结果       | 选区单位内的选举结果       | 选区单位内的选举结果           | 选区单位内的选举结果       | 参考资料                   |
| 选举项目                   | 选举范围                   | 选区单位                   | 第一轮胜出者               | 第一轮胜出者                   | 支持率                     | 第二轮胜出者               | 第二轮胜出者                   | 支持率                     | 参考资料                   |
| -------------------------- | -------------------------- | -------------------------- | -------------------------- | ------------------------------ | -------------------------- | -------------------------- | ------------------------------ | -------------------------- | -------------------------- |
| 2017年法國總統選舉         | 法國                       | 市镇                       |                            | 玛丽娜·勒庞                    | 24.51%                     |                            | 埃马纽埃尔·马克龙              | 62.14%                     | [ 23 ]                     |
| 2017年法国立法选举         | 卢瓦尔省第四选区           | 市镇                       |                            | 迪诺·西涅里                    | 36.8%                      |                            | 迪诺·西涅里                    | 61.93%                     | [ 23 ]                     |
| 2019年欧洲议会选举         | 法國                       | 市镇                       |                            | 若尔当·巴尔代拉                | 24.35%                     | （不适用）                 | （不适用）                     | （不适用）                 | [ 25 ]                     |
| 2021年法国省级选举         | 卢瓦尔省                   | 县                         |                            | 让-弗朗索瓦·绍兰 瓦莱丽·佩瑟隆 | 32.95%                     |                            | 让-弗朗索瓦·绍兰 瓦莱丽·佩瑟隆 | 57.3%                      | [ 26 ]                     |
| 2021年法国省级选举         | 卢瓦尔省                   | 市镇                       |                            | 罗贝尔·科尔韦西耶 玛丽·韦利    | 38.26%                     |                            | 让-弗朗索瓦·绍兰 瓦莱丽·佩瑟隆 | 55.73%                     | [ 26 ]                     |
| 2021年法国大区选举         |                            | 市镇                       |                            | 洛朗·沃基耶                    | 49.86%                     |                            | 洛朗·沃基耶                    | 58.32%                     | [ 27 ]                     |
| 2022年法国总统选举         | 法國                       | 市镇                       |                            | 玛丽娜·勒庞                    | 26.59%                     |                            | 埃马纽埃尔·马克龙              | 52.32%                     | [ 23 ]                     |
| 2022年法国立法选举         | 卢瓦尔省第四选区           | 市镇                       |                            | 迪诺·西涅里                    | 35.76%                     |                            | 迪诺·西涅里                    | 63.83%                     | [ 23 ]                     |

## 人口
2020年，阿让塔勒堡市镇人口数量为2,950，在法国排名第3,775位。其中男性1,410人，女性1,527人，75岁及以上人口占11.9%，外籍人口数量为48人，人口密度为146人/平方公里，当地居民被称为（男性）或（女性）。2020年，阿让塔勒堡境内出生19人，死亡人口70人。
| 阿让塔勒堡1901年－2020年人口变化情况 |
|                                      |
| 数据来源：Cassini、INSEE             |

## 经济
阿让塔勒堡是一个区域性的中心城市。截至2023年6月，阿让塔勒堡市镇范围内共有各类用人单位（包含自雇）400家，平均历史为21年，均为中小型企业（PME），2023年4月至6月间，当地的经济活力指数为0。（工业机械）、（纺织）及（企业管理）是当地2021年营业额最高的三个企业，分别为9,619,456欧元、1,795,201欧元和1,459,915欧元。

## 财政与居民收入
2021年，阿让塔勒堡的财政收入总额为2,971,560欧元，财政支出总额为2,281,690欧元，当年的债务总额为4,754,120欧元。2021年，阿让塔勒堡市镇通过增值税获得80,360欧元的收入，此外当地还共获得了56,920欧元的国家直接财政补助。
2020年，阿让塔勒堡的人均月收入总额为2,062欧元，其中高级职员为3,486欧元，低于法国平均水平（4,230欧元）；中级职员为2,355欧元，低于法国平均水平（2,411欧元）；普通职员为1,734欧元，亦低于法国平均水平（1,740欧元）。
2019年，阿让塔勒堡境内的贫困率为10%，青壮年（15至64岁）失业率为9.8%；当地49.6%的家庭拥有纳税资格，平均纳税1,875欧元，低于法国平均水平（3,910欧元）。

## 社会事务

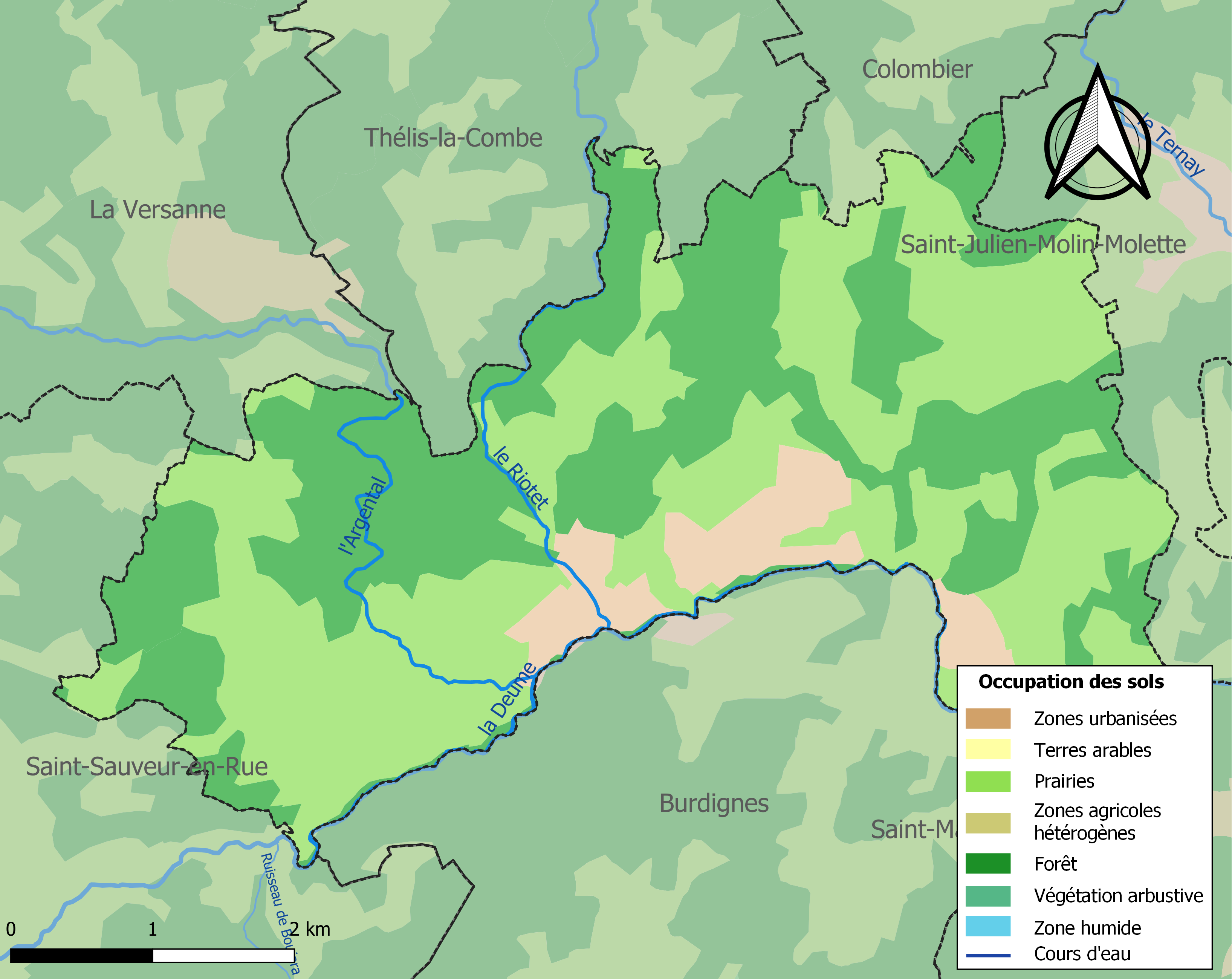
阿让塔勒堡土地利用情况地图

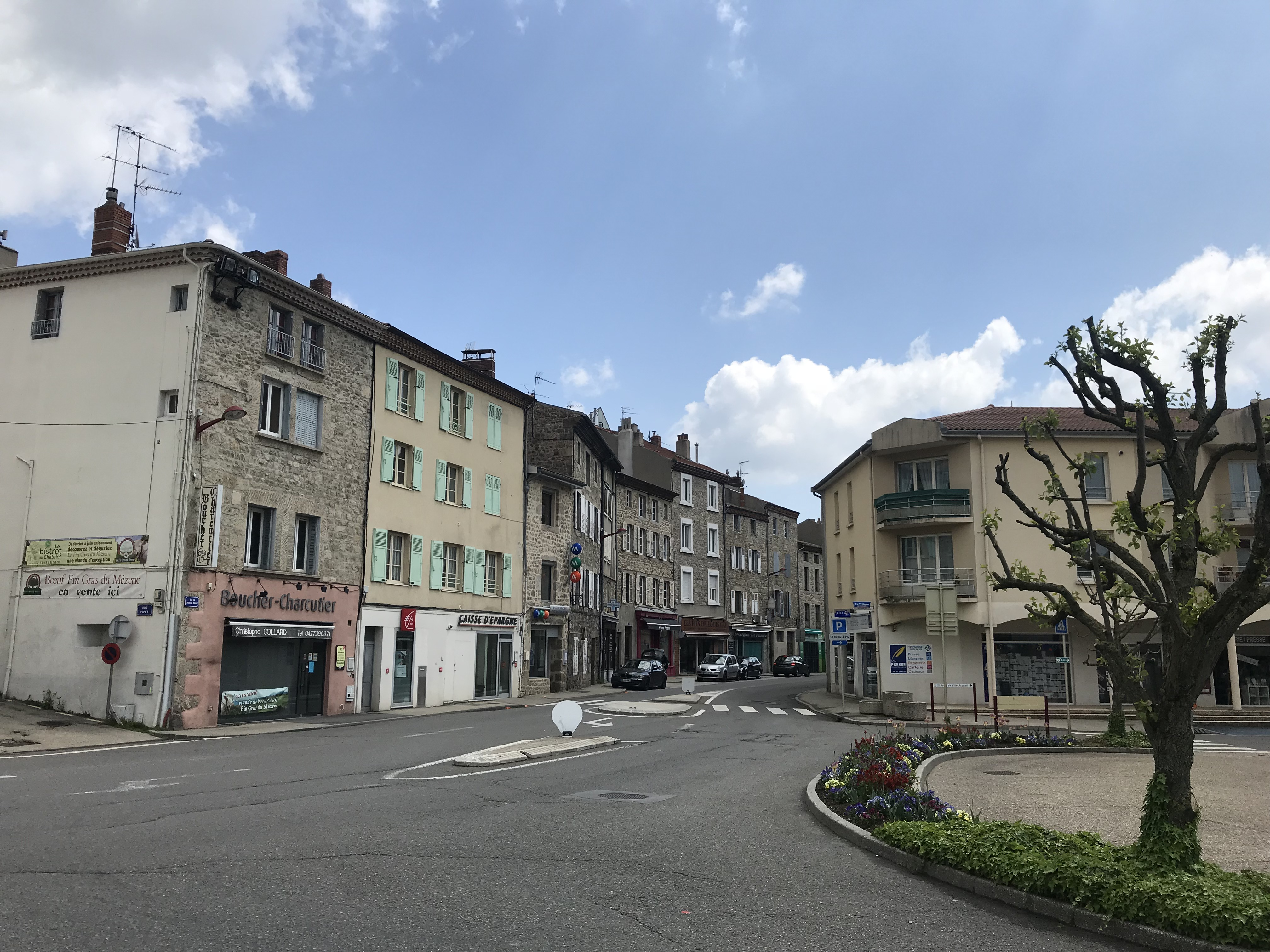
西岱广场

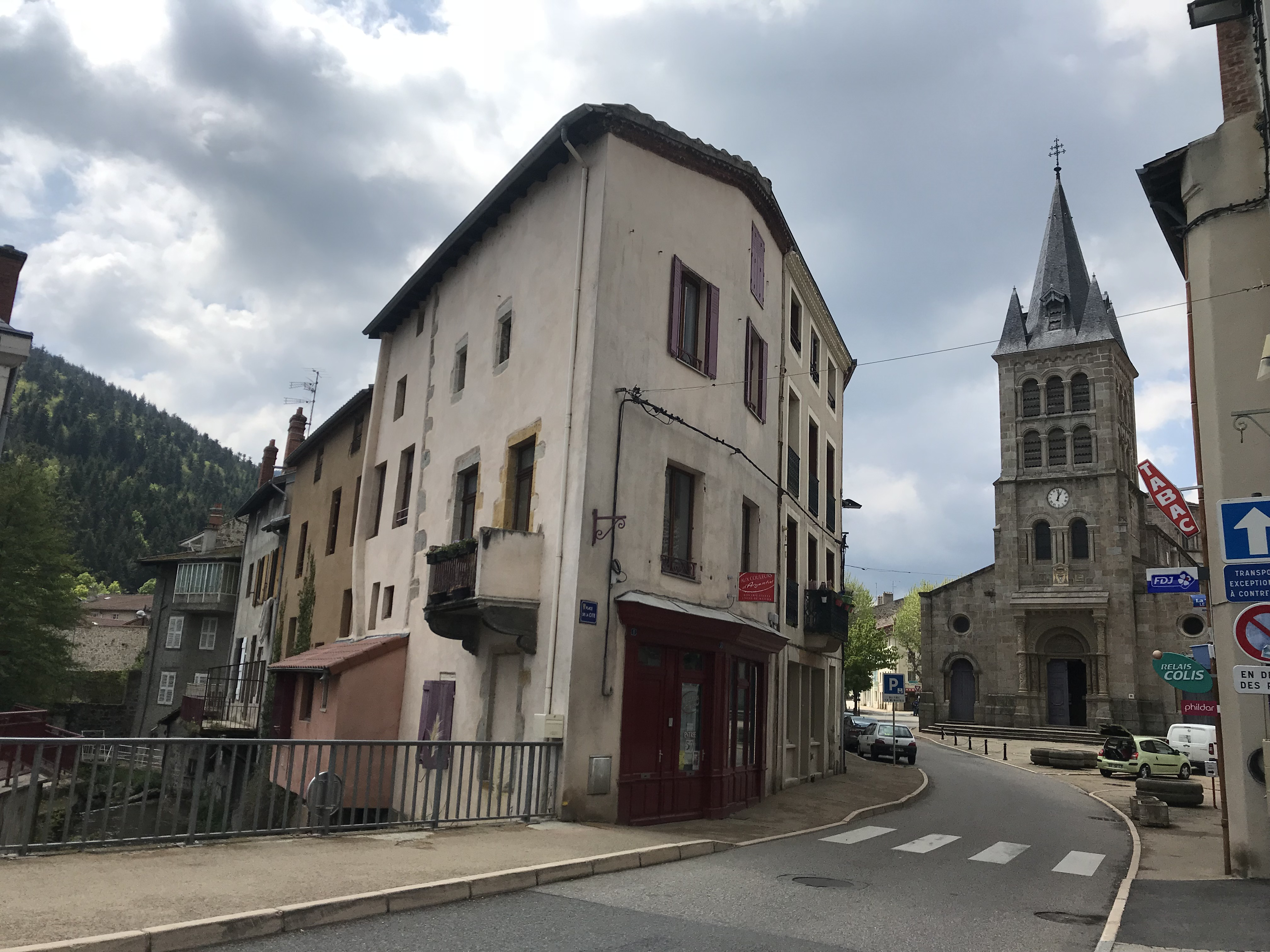
镇中心一处民居

### 教育
阿让塔勒堡属于里昂学区。截至2021年1月1日，阿让塔勒堡境内共有1所幼儿园、2所小学和2所初级中学。2021至2022学年度，阿让塔勒堡境内共有在校中等教育阶段学生398名。

### 医疗
截至2021年1月1日，阿让塔勒堡境内共有全科医生4名、保健师1名、牙医3名、护士3名和助产士1名。境内共有药房1家。
距离阿让塔勒堡最近的区域性医疗机构为北阿尔代什中心医院（Centre Hospitalier d'Ardèche-Nord），其主病区位于阿诺奈，距离阿让塔勒堡市区的正常车程大约18分钟，该院设有床位269个，是当地规模最大的公立综合性医院。

### 住房
2019年，阿让塔勒堡境内共有各类住房1,584套，其中57.0%为独立式居民区，42.6%为集中式居民区。常住房屋占阿让塔勒堡市镇范围内居民建筑总量的82.1%。
在住房保障政策方面，2021年，阿让塔勒堡境内共有213户家庭获得了住房经济补助，受益人数占总人口数量的7.2%，其中206份为房租补助。

### 商业
2021年，阿让塔勒堡境内共有各类实体商铺58家，其中餐厅8家、大型超市1家、面包房4家、肉铺1家、书店3家、银行门店1家、美容美发店4家、汽车维修店7家。市区东部建有一家家乐福超市。

### 体育
2021年，阿让塔勒堡境内共有1家游泳池、1间体育馆、1座综合体育场、4处网球场、1处足球或橄榄球场以及1处篮球或排球场。
截至2023年6月，阿让塔勒堡足球俱乐部（Football Club Bourguisan，编号524469）是阿让塔勒堡境内唯一的一家注册足球俱乐部，其主队2022至2023赛季参加德龙-阿尔代什足球联赛乙组（法国第十级别），其主场为路易·德斯皮纳斯球场（Stade Louis Despinasse）。

### 环境
阿让塔勒堡的环境事务由其所属的皮拉山市镇公共社区联合各级政府协调负责。2021年，阿让塔勒堡境内暂无污染企业。

### 治安
2021年，阿让塔勒堡市镇范围内有1处宪兵队。
阿让塔勒堡及其附近的共52个市镇是圣艾蒂安国家宪兵队（zone gendarmerie de Saint-Étienne）的管辖范围。2020年，该宪兵队累计记录各类案件1,975起，其中盗窃类案件1,155起，经济类案件284起，毒品交易类案件85起。

## 文化

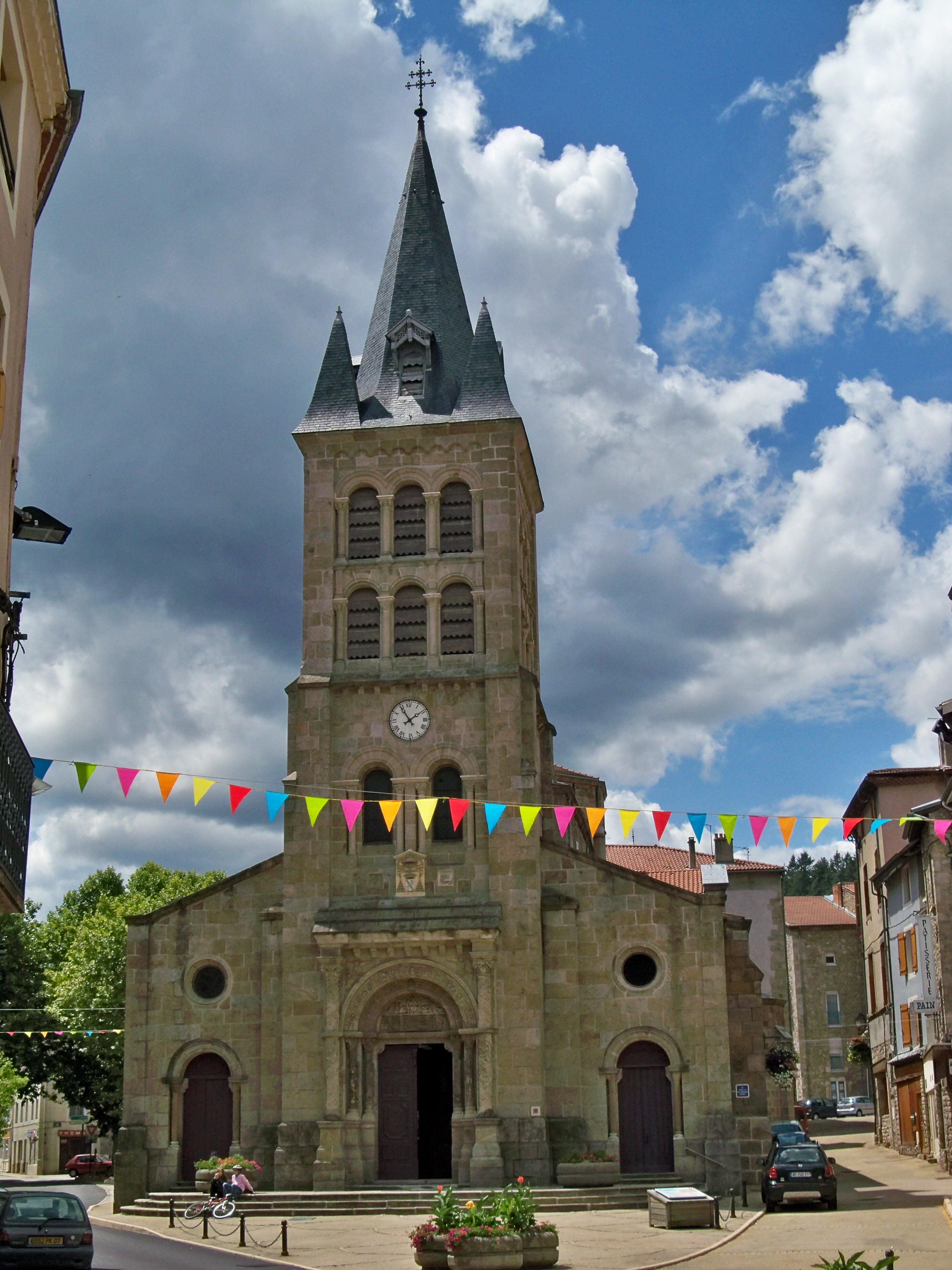
圣安德烈教堂

2021年，阿让塔勒堡境内有1家电影院。阿让塔勒堡市政府提供多媒体中心，每周一、三、四、六向公众开放。

### 建筑
阿让塔勒堡境内有多处历史建筑，其中镇中心的圣安德烈教堂为法国国家文物保护单位。

### 旅游
阿让塔勒堡的旅游事务由其所属的皮拉山市镇公共社区负责。2022年，阿让塔勒堡境内共有1家酒店共计5间房间；另有1个露营地，可容纳共38辆露营车。

### 媒体
法国主要的媒体均可在阿让塔勒堡接收，法国电视三台下属的奥弗涅-罗讷-阿尔卑斯大区频道在部分时段播出阿让塔勒堡所在卢瓦尔省的地方新闻。《进步报》、蓝色法兰西圣艾蒂安广播、蓝色法兰西德龙-阿尔代什广播、Scoop广播、卢瓦尔省电视台等为当地主要的地方性媒体。

## 相关人物
法国天主教教主费尔迪南-弗朗索瓦-奥古斯特·多内、传教士善味增爵、植物学家阿德里安·塞内克洛兹和文学家皮埃尔·居约塔出生于阿让塔勒堡。

## 友好城市
截至2023年6月，阿让塔勒堡共与一座城市建立了友好城市关系：
- 西班牙 滨河坎波斯（2023年）